# Den Koordinerede Tilmelding
Den Koordinerede Tilmelding (fork. KOT) er et sekretariat, der koordinerer optagelsen til størstedelen af de videregående uddannelser i Danmark.
Sekretariatet blev etableret under navnet Tilmeldingssekretariatet i 1978 efter at daværende undervisningsminister Ritt Bjerregaard (S) året inden havde indført adgangsregulering på de videregående uddannelser. Formålet med Den Koordinerede Tilmelding er at sikre, at hver ansøger bliver optaget på den højst mulige prioritet og ud fra de indebretninger, som KOT modtager fra uddannelsesinstitutionerne. Årligt udgives udførlige statistikker om årets ansøgere og optagne samt grænsekvotienter på de uddannelser, der ikke har optaget alle ansøgere.
Sekretariatet er placeret i Ministeriet for Forskning, Innovation og Videregående Uddannelser.